# Arquidiocese de Barranquilla
A Arquidiocese de Barranquilla (Archidiœcesis Barranquillensis) é uma circunscrição eclesiástica da Igreja Católica situada em Barranquilla, Colômbia. Seu atual arcebispo é Pablo Emiro Salas Anteliz. Sua Sé é a Catedral Metropolitana de Barranquilla.
Possui 159 paróquias servidas por 204 padres, contando com 3209400 habitantes, com 70% da população jurisdicionada batizada.

## História
A diocese de Barranquilla foi erigida em 7 de julho de 1932 pela bula Maxime quidem do Papa Pio XI, recebendo o território da arquidiocese de Cartagena, da qual era originalmente sufragânea. Sua primeira catedral foi a Igreja de São Nicolau de Tolentino.
Em 5 de dezembro de 1949, pela carta apostólica Quemadmodum plantariis, o  Papa Pio XII proclamou São José patrono principal da diocese.
Em 25 de abril de 1969 foi elevada à arquidiocese metropolitana pela bula Recta rerum do Papa Paulo VI.
Em julho de 1986 a arquidiocese recebeu a visita pastoral do Papa João Paulo II.

## Prelados
| #                 | Nome                             | Período    | Notas                              |
| Arcebispos        | Arcebispos                       | Arcebispos | Arcebispos                         |
| ----------------- | -------------------------------- | ---------- | ---------------------------------- |
| 5º                | Pablo Emiro Salas Anteliz        | 2017-atual |                                    |
| 4º                | Jairo Jaramillo Monsalve         | 2010-2017  |                                    |
| 3º                | Rubén Salazar Gómez              | 1999-2010  | Nomeado Arcebispo de Bogotá        |
| 2º                | Félix María Torres Parra †       | 1987-1999  |                                    |
| 1º                | Germán Villa Gaviria, C.I.M. †   | 1969-1987  |                                    |
| Bispos auxiliares |                                  |            |                                    |
|                   | Edgar Jesús Mejía Orozco         | 2024-      |                                    |
|                   | Victor Antonio Tamayo Betancourt | 2003-2017  |                                    |
|                   | Luis Antonio Nova Rocha          | 2002-2010  | Nomeado Bispo de Facatativá        |
|                   | Oscar Aníbal Salazar Gómez       | 1995-1999  | Nomeado Bispo de La Dorada-Guaduas |
|                   | Hugo Eugenio Puccini Banfi       | 1977-1987  | Nomeado Bispo de Santa Marta       |
|                   | Carlos José Ruiseco Vieira       | 1971-1977  | Nomeado Bispo de Montería          |
| Bispos            |                                  |            |                                    |
| 5º                | Germán Villa Gaviria, C.I.M. †   | 1959-1969  |                                    |
| 4º                | Francisco Gallego Pérez †        | 1953-1958  | Nomeado Bispo de Cali              |
| 3º                | Jesús Antonio Castro Becerra     | 1948-1952  | Nomeado Bispo de Palmira           |
| 2º                | Julio Caicedo Téllez, S.D.B. †   | 1942-1948  | Nomeado Bispo de Cali              |
| 1º                | Luis Calixto Leiva Charry †      | 1933-1939  |                                    |